# Александър Горски
Александър Горски (рус. Александр Алексеевич Горский, 6 август 1871 – 1924) е руски балетен хореограф, известен с възстановяването на класическите балети на Петипа и Иванов „Лебедово езеро“, „Дон Кихот“ и „Лешникотрошачката“. Горски се стреми към „по-голям натурализъм, реализъм и характерност“  в балета. Той цени актьорските умения над показната техника (множество пируети или високи скокове). Неговите интерпретации са противоречиви и често използва творци извън танцовия свят, за създаването на декорите и костюмите в продукциите.

## Биография
Роден на 6 август 1871 г. в предградие на Санкт Петербург, Русия. На осемгодишна възраст, заедно със сестра си, постъпва в Имперската балетна школа в Санкт Петербург.  Там учи при Платон Карсавин (баща на Тамара Карсавина), Н. И. Волков и Мариус Петипа. След завършване на балетната школа се присъединява към балетната трупа на Имперските театри и израства от член на кордебалета до солист. Танцува роли в „Зле опазеното момиче“, „Вълшебната флейта“ и „Пробуждането на Флора“ (Le Réveil de Flore).
През 1895 г. Горски се сближава с Владимир Степанов, който създава система за танцова нотация. След смъртта на Степанов Горски усъвършенства системата и по-късно я преподава в Имперската балетна школа. Голяма част от балетния репертоар на театъра е нотирана и запазена в т.нар. „Сбирка на Сергеев“ в Харвард.
През 1900 г. Горски е номиниран за главен мъжки солист на Имперския театър в Санкт Петербург, но осем дни по-късно е преместен в балета на Болшой театър, който е в криза. Горски е назначен за първи балетмайстор в Москва. В своето преподаване той използва „свободни танцови движения за разлика от академичните, замразени форми“  от предишния класически балетен стил. Вдъхновява се от Айседора (Изадора) Дънкан, според която танцът е естествен израз на душата, и от актьорската система на Константин Станиславски. 

## Хореография
Александър Горски създава много балети, но остава най-известен с преработката на балетите на Мариус Петипа. С това той проправя пътя за хореографи като Михаил Фокин. Някои от балетите на Горски са „Дъщерята на Гудула“ (на руски: Дочь Гудулы, редакция на „Есмералда“), „Саламбо“, „Етюди“ (дивертименто по музика на Григ, Шопен и Рубинщайн) и „Любовта е бърза“. 
От класическия репертоар на Болшой театър Горски поставя редакции на творби на Петипа и Иванов: „Зле опазеното момиче“ през 1903 г. (версията на Горски ще стане основа за почти всяка постановка, постановена в Русия и на запад за десетилетия), „Лебедово езеро“ през 1901 г., „Дон Кихот“ през 1900 г., „Баядерка“ (с Василий Тихомиров) през 1904 г., „Раймонда“ през 1905 г., „Лешникотрошачката“, както и редакцията на Петипа на „Конче-Гърбоконче“ на Артур Сен-Леон през 1901 г. 

### „Дон Кихот“
Горски възражда „Дон Кихот“ през 1900 г. с музикални части на френския композитор Антоан Симон. Тази редакция е в основата на почти всяка по-късна постановка на балета. Най-голямата промяна, извършена от Горски в хореографията на Петипа, е в танците на кордебалета. Вместо да бъдат „подвижен фон“, те се превръщат във важна част от драматургията, нарушавайки симетрията и линиите, характерни за Петипа. Движението им е характерно и реалистично.  Критиката е разнородна – някои почитатели считат, че версията е шедьовър; други – че е бъркотия, „характерна за аматьорските изпълнения“. Въпреки това „динамичният, бурен ритъм и лекото веселие на Дон Кихот, какъвто го познаваме днес, се дължат в голяма степен на Горски“.

### „Лебедово езеро“
До 1920 г. Горски поставя няколко пъти „Лебедово езеро“ с множество промени на версията на Петипа и Иванов. Той редактира валса на селяните в първо действие, добавя характерни танци, нарушава правите геометрични линии на Петипа и завършна първо действие с носене на факли. Второ действие е променено, за да се усили драматичният ефект. Лебедите танцуват в ята в кръгове по начин, който съвременните критици намират за непоносим.

### „Лешникотрошачката“
Именно Горски първи представя фантастичните сцени в „Лешникотрошачката“ като сънища на Клара. Друга съществена промяна е ролите на Клара и Лешникотрошачката / Принца да бъдат изпълнявани не от деца, а от възрастни, като по този начин връзката между двамата герои е романтична, а не платоническа. Обикновено заслугата се отдава на Васили Вайнонен, но именно Горски първо ги въвежда. 